# Malleray

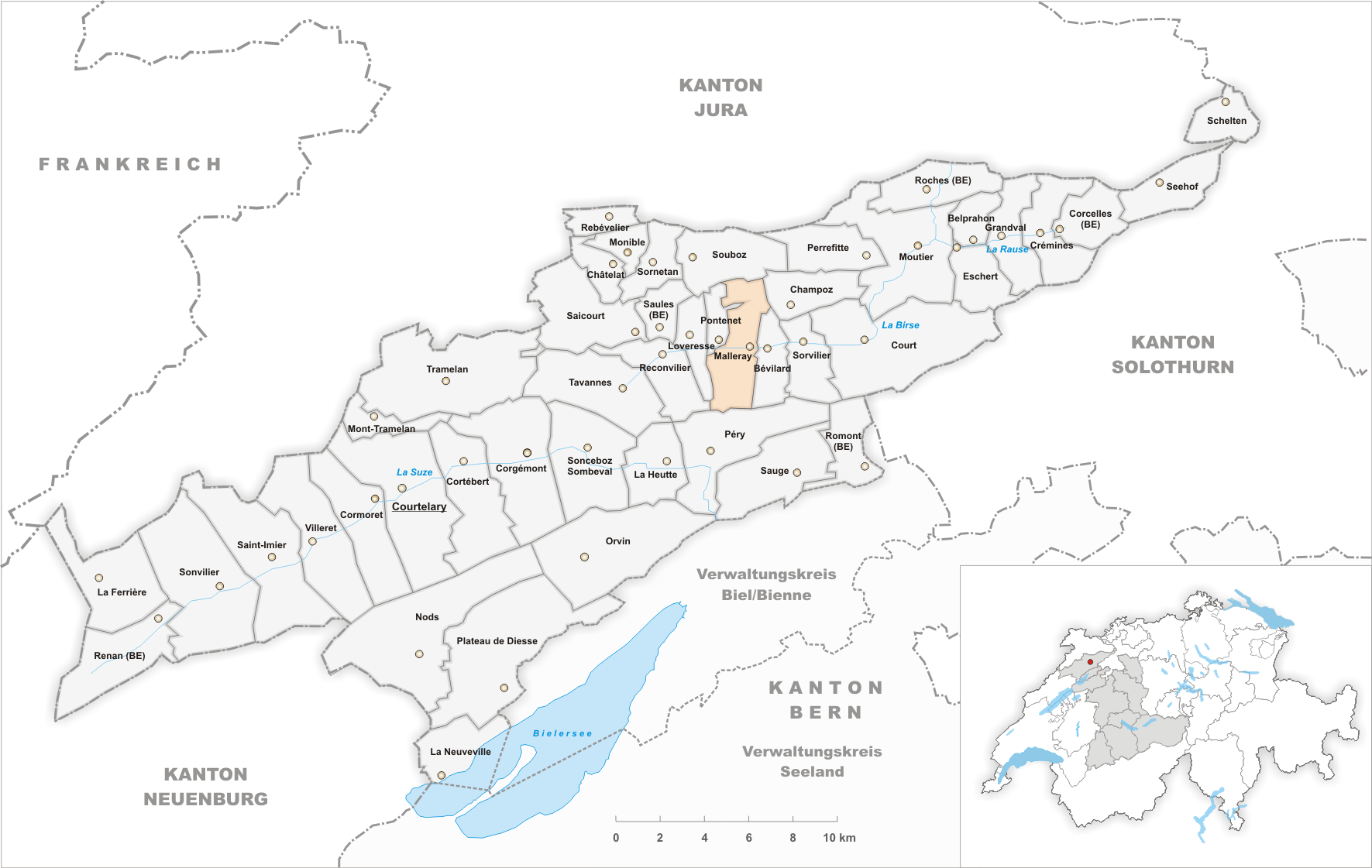
Gemeindestand vor der Fusion am 1. Januar 2015

Malleray ist eine Ortschaft in der Gemeinde Valbirse im Verwaltungskreis Berner Jura des Kantons Bern in der Schweiz. Bis am 31. Dezember 2014 bildete Malleray eine eigene politische Gemeinde. Am 1. Januar 2015 fusionierte diese mit den Gemeinden Bévilard und Pontenet zur neuen Gemeinde Valbirse. Der deutsche Name Malrein wird heute nicht mehr verwendet.

## Geographie
Malleray liegt auf 699 m ü. M., neun Kilometer südwestlich des Orts Moutier (Luftlinie). Das Dorf erstreckt sich im breiten Talboden des Juralängstals Vallée de Tavannes, beidseits der Birs sowie an den angrenzenden Jurahängen.
Die Fläche des 10,4 Quadratkilometer grossen Gebiets der ehemaligen Gemeinde umfasst einen Abschnitt im zentralen Teil des Beckens Vallée de Tavannes, das zwischen zwei Antiklinalen des Kettenjuras liegt. Nach Norden erstreckt sich das Gebiet bis auf den Kamm des Moron, der mit 1337 m ü. M. den höchsten Punkt von Malleray bildet. Der Südhang des Moron ist sehr steil und von einigen Kalkfelsen durchzogen. Im Süden reicht das Malleray bis auf die Höhe der Montoz-Kette (1327 m ü. M.). Auf den beiden Jurakämmen befinden sich ausgedehnte Hochweiden mit den typischen mächtigen Fichten, die entweder einzeln oder in Gruppen stehen. Von der ehemaligen Gemeindefläche entfielen 1997 9 % auf Siedlungen, 45 % auf Wald und Gehölze und 46 % auf Landwirtschaft.
Zu Malleray gehören mehrere Einzelhöfe. Nachbarorte bzw. ‑gemeinden von Malleray sind die anderen beiden Ortsteile von Valbirse, Bévilard und Pontenet, sowie die Gemeinden Reconvilier, Loveresse, Petit-Val, Champoz und Péry-La Heutte.

## Bevölkerung
| Bevölkerungsentwicklung | Bevölkerungsentwicklung |
| Jahr                    | Einwohner               |
| ----------------------- | ----------------------- |
| 1850                    | 0471                    |
| 1900                    | 1'224                   |
| 1910                    | 1'421                   |
| 1930                    | 1'298                   |
| 1950                    | 1'435                   |
| 1960                    | 1'838                   |
| 1970                    | 1'969                   |
| 1980                    | 1'908                   |
| 1990                    | 1'945                   |
| 2000                    | 1'854                   |
| 2014                    | 1'999                   |

Mit 1999 Einwohnern (Stand 31. Dezember 2014) gehörte Malleray zu den grossen Gemeinden des Berner Juras. Im Jahr 2000 waren von den Bewohnern 88,1 % französischsprachig, 4,4 % deutschsprachig und 3,1 % italienischsprachig. Die Bevölkerungszahl von Malleray ist vor allem in den 1960er Jahren stark angestiegen. In den letzten 30 Jahren wurden nur noch geringe Schwankungen verzeichnet. Das Dorf ist mit dem Nachbarort Bévilard zusammengewachsen.

## Politik
Die Wähleranteile der Parteien anlässlich der Nationalratswahlen 2011 betrugen in Malleray: SVP 33,1 %, SP 29,7 %, FDP 11,1 %, EVP 5,3 %, GPS 3,8 %, BDP 3,8 %, EDU 3,2 %, CVP 2,6 %, glp 2,3 %, Les Rauraques 1,3 %, Piraten 0,9 %, AL 0,9 %, SLB 0,7 %, ALP 0,4 %, SD 0,4 %, PdA 0,2 %.

## Wirtschaft
Malleray war bis in die zweite Hälfte des 19. Jahrhunderts ein landwirtschaftlich geprägtes Dorf, hat sich dann aber rasch zur Industriegemeinde entwickelt. Heute arbeiten nur noch 3 % der Erwerbstätigen in der Landwirtschaft. Mit der Industrialisierung siedelten Maschinen- und Uhrenfabriken im Dorf an. Heute haben die Betriebe der feinmechanischen Industrie eine grosse Bedeutung.

## Verkehr
Die ehemalige Gemeinde ist verkehrsmässig gut erschlossen. Sie liegt an der rege befahrenen Hauptstrasse von Delsberg nach Tavannes. 2017 wurde im Vallée de Tavannes die Autobahn A16 fertiggebaut, die das schweizerische Nationalstrassennetz mit dem französischen Autobahnnetz verbindet. Der Durchgangsverkehr führt mittels eines Tunnels südlich am Ort vorbei.
Am 16. Dezember 1876 wurde die Eisenbahnstrecke von Court nach Tavannes eingeweiht. Der Bahnhof mit dem Namen Malleray-Bévilard befindet sich auf der Grenze der beiden Ortschaften.

## Geschichte

Luftbild (1958)

Auf dem ehemaligen Gemeindegebiet wurden Reste der römischen Strasse gefunden, die von Biel über den Col de Pierre Pertuis nach Malleray und weiter über den Sattel von Champoz nach Moutier führte.
Die erste schriftliche Erwähnung des Dorfes unter dem Namen Malereie geht auf das Jahr 1148 zurück, als Papst Eugen III. dem Kloster Moutier-Grandval die Erhebung des Zehnten in Malleray bestätigte. Der Name geht auf eine mit dem Doppelsuffix ‑ārǐu und ‑ēta erweiterte Ableitung von lateinisch mãlum ‹Apfel› zurück und bedeutet «beim Apfelbaumwäldchen», «bei den Apfelbäumen».
Unter der Propstei Moutier-Grandval war Malleray Hauptort eines Meieramtes. Eine Überschwemmung richtete 1750 grosse Schäden an. Von 1797 bis 1815 gehörte das Dorf zu Frankreich und war anfangs Teil des Département Mont-Terrible, das 1800 mit dem Département Haut-Rhin verbunden wurde. Durch den Entscheid des Wiener Kongresses kam Malleray 1815 an den Kanton Bern, der den Ort dem Bezirk Moutier zuteilte.
Die politische Gemeinde Malleray fusionierte am 1. Januar 2015 mit den Gemeinden Bévilard und Pontenet zur neuen Gemeinde Valbirse.

## Sehenswürdigkeiten
Das Schulhaus von Malleray wurde 1905 im Heimatstil errichtet; das Sekundarschulhaus stammt von 1967. Die moderne katholische Kirche Saint-Georges wurde 1971 erbaut. Auf dem Kamm des Moron steht ein Aussichtsturm von Architekt Mario Botta, der 2004 eingeweiht wurde.

## Persönlichkeiten
- Reynold Tschäppät (1917–1979), Stadtpräsident von Bern, geboren in Malleray

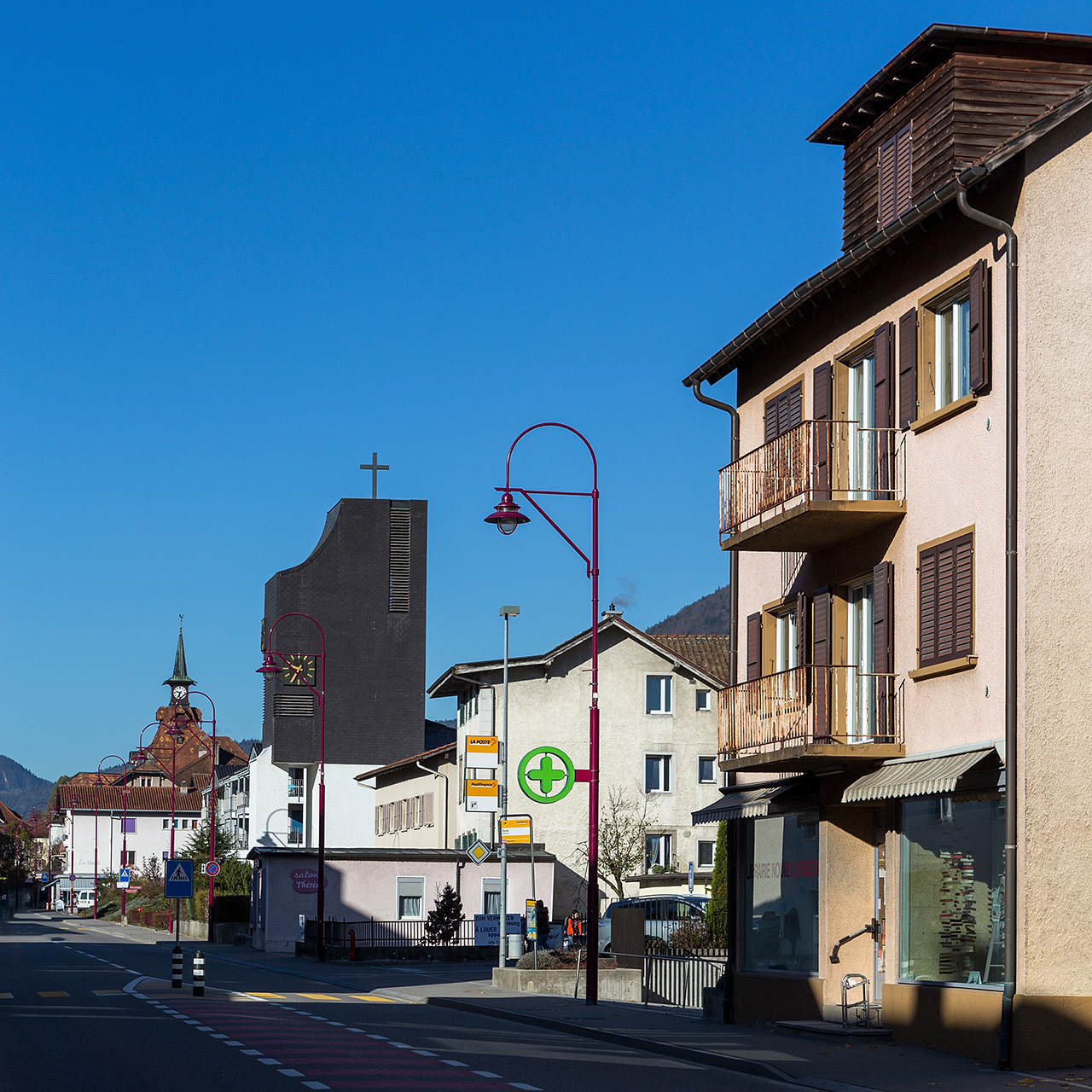
Grand-Rue
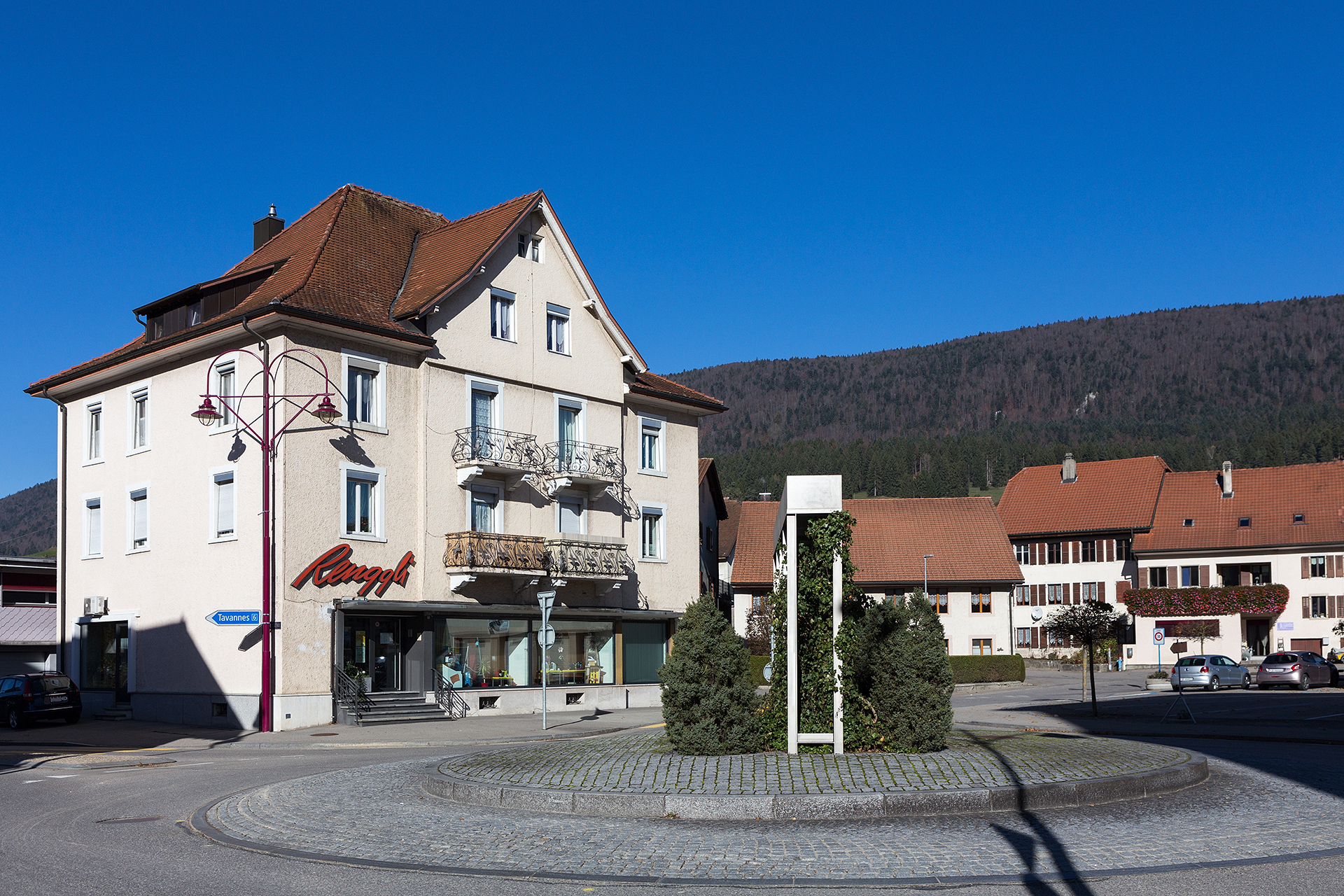
Kreisel
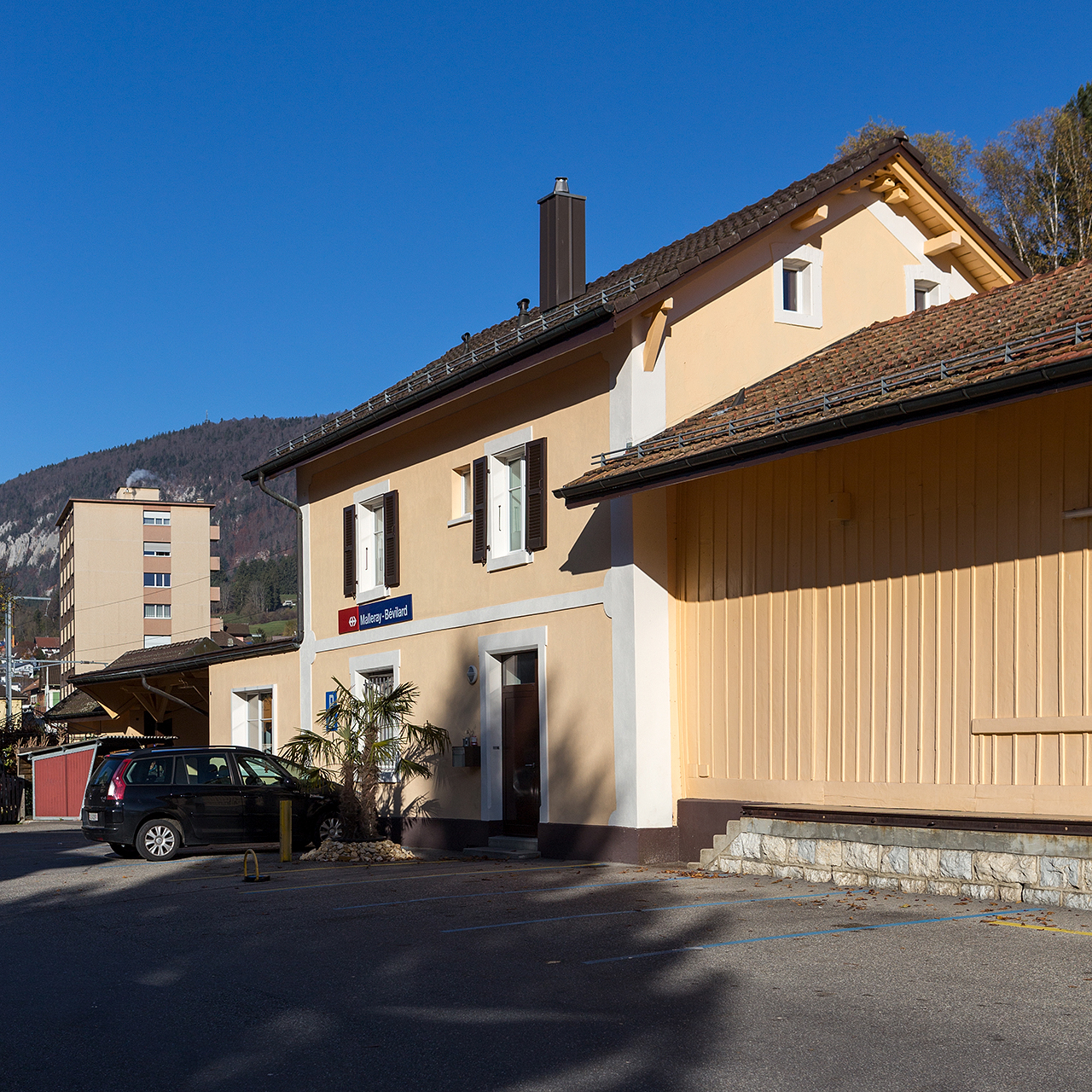
Bahnhof
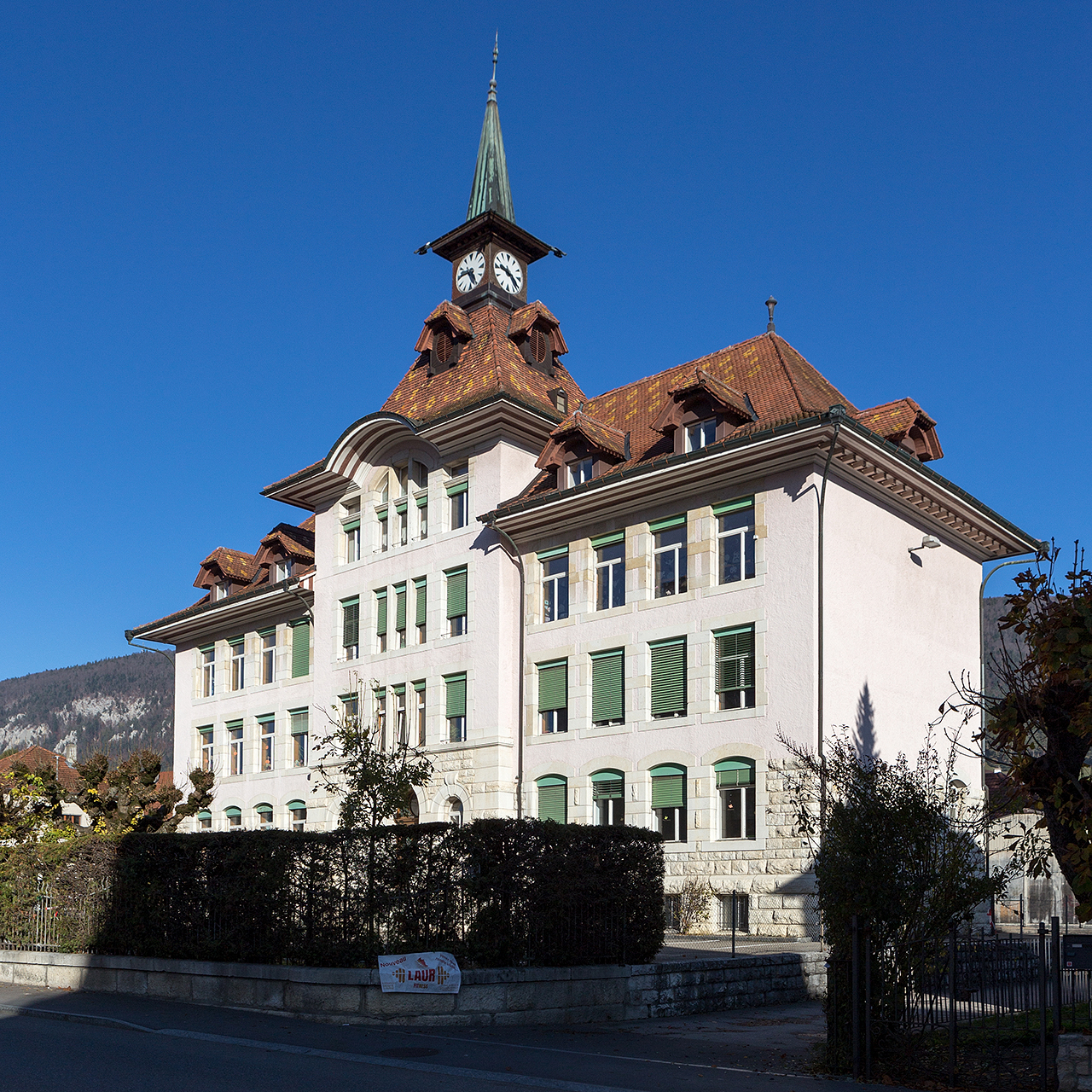
Primarschulhaus
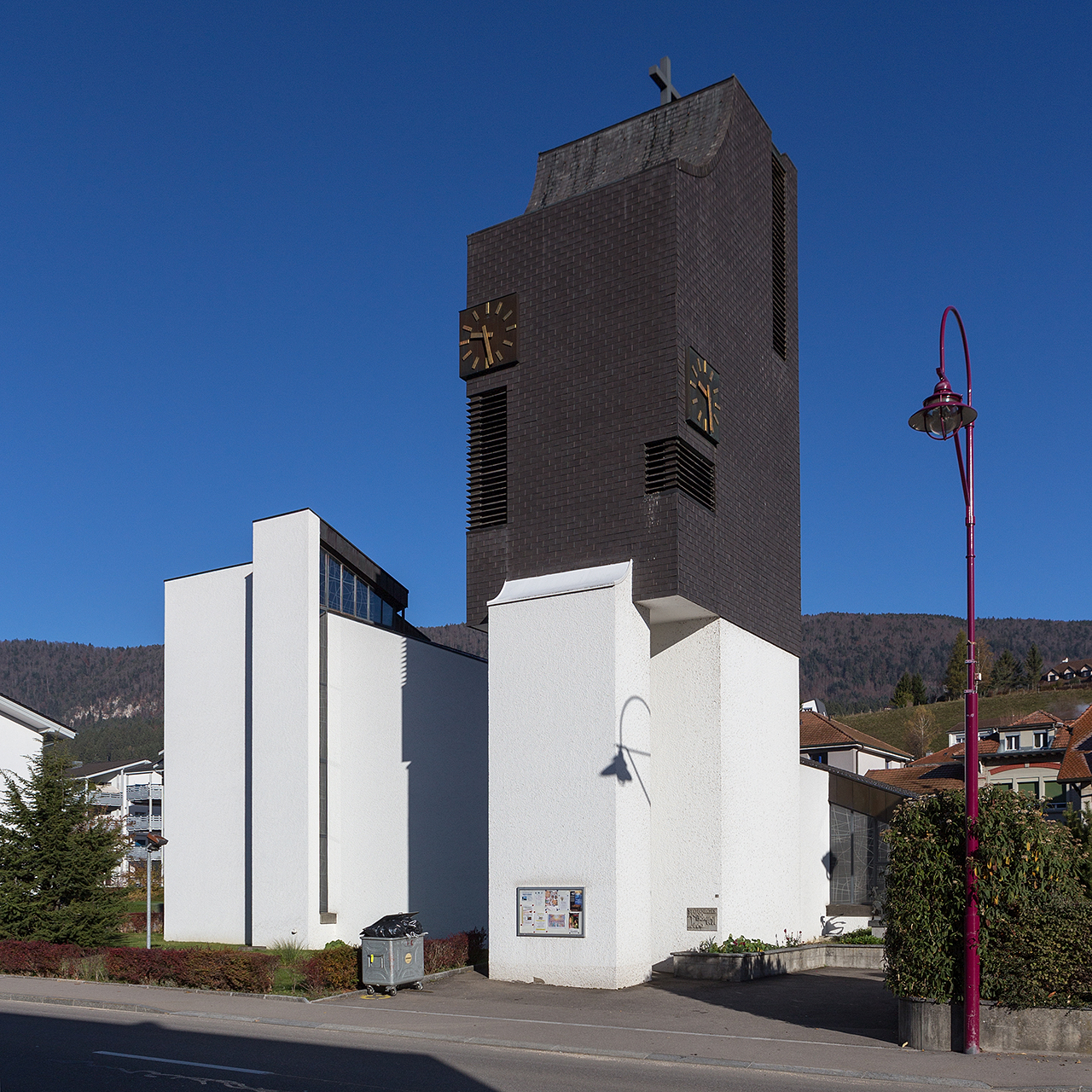
Katholische Kirche
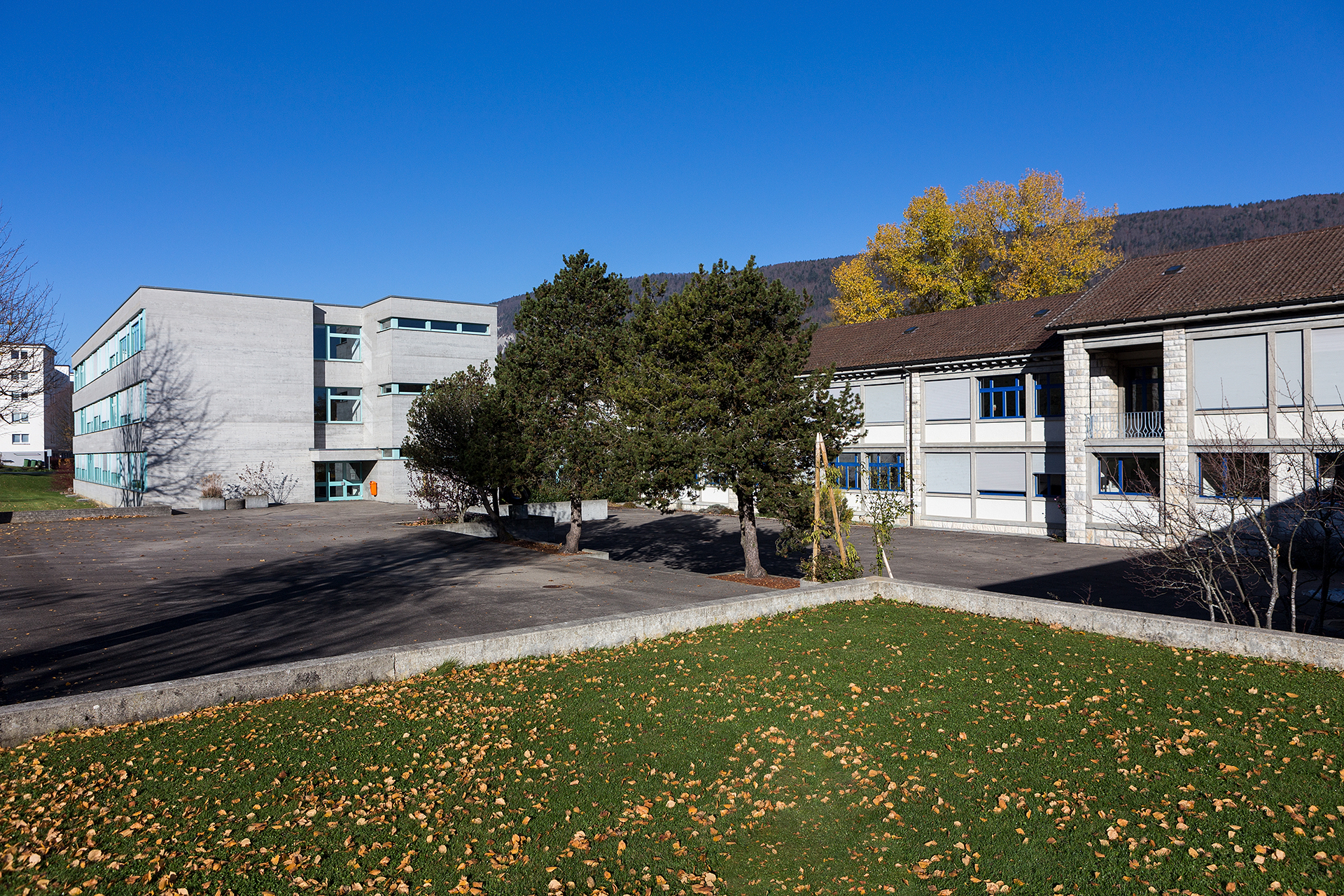
Sekundarschulhäuser
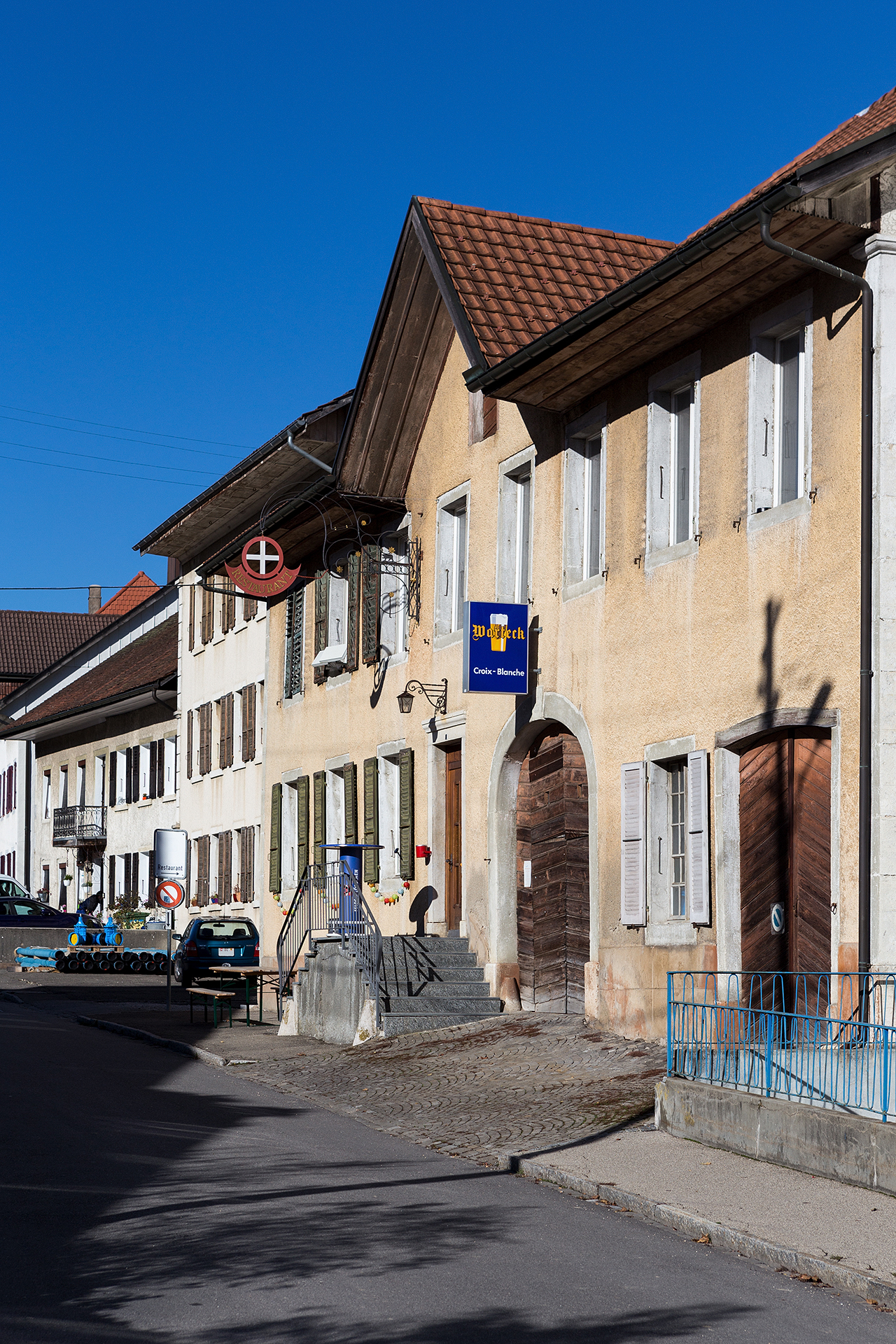
Alter Dorfteil
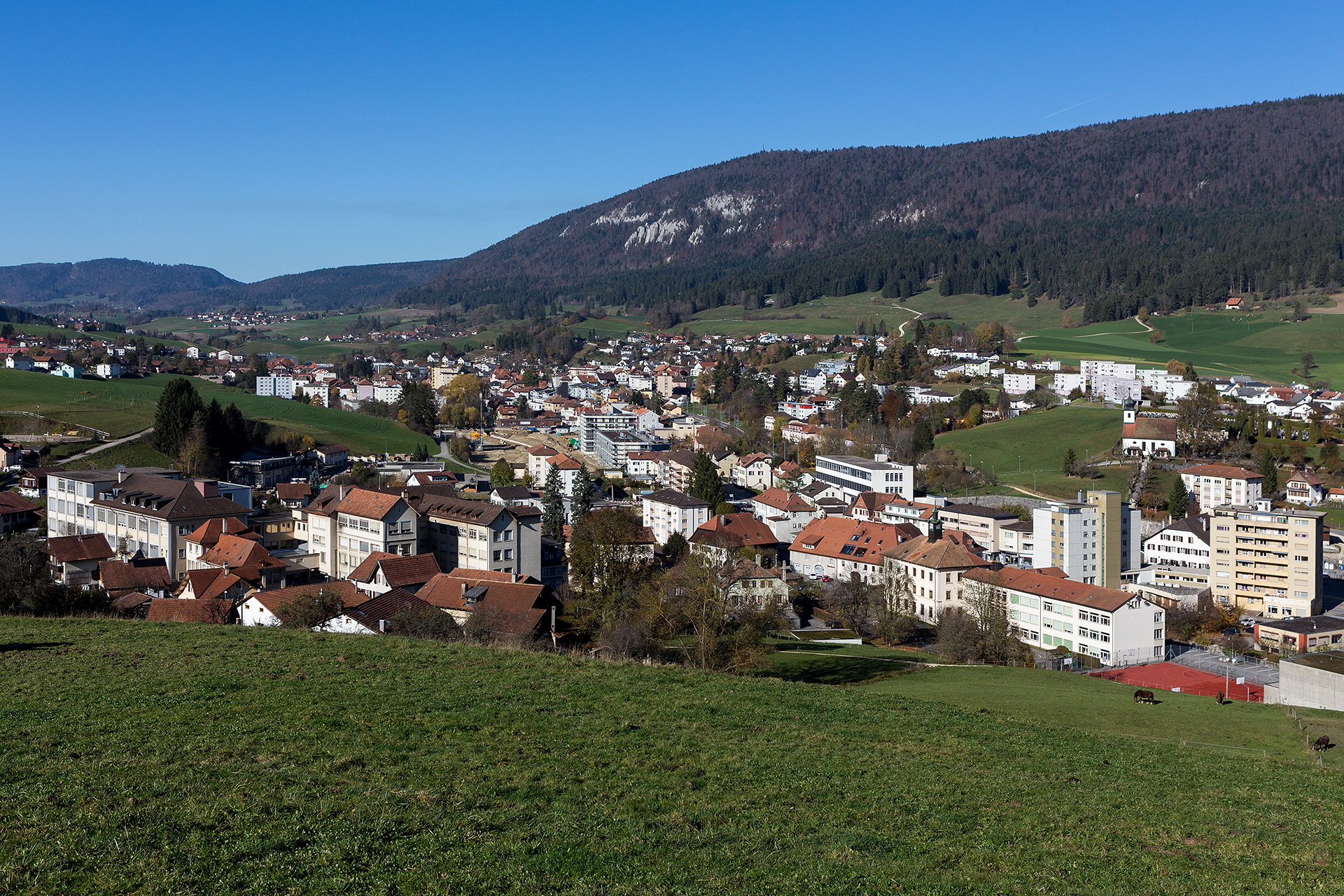
Blick auf Bévilard-Malleray
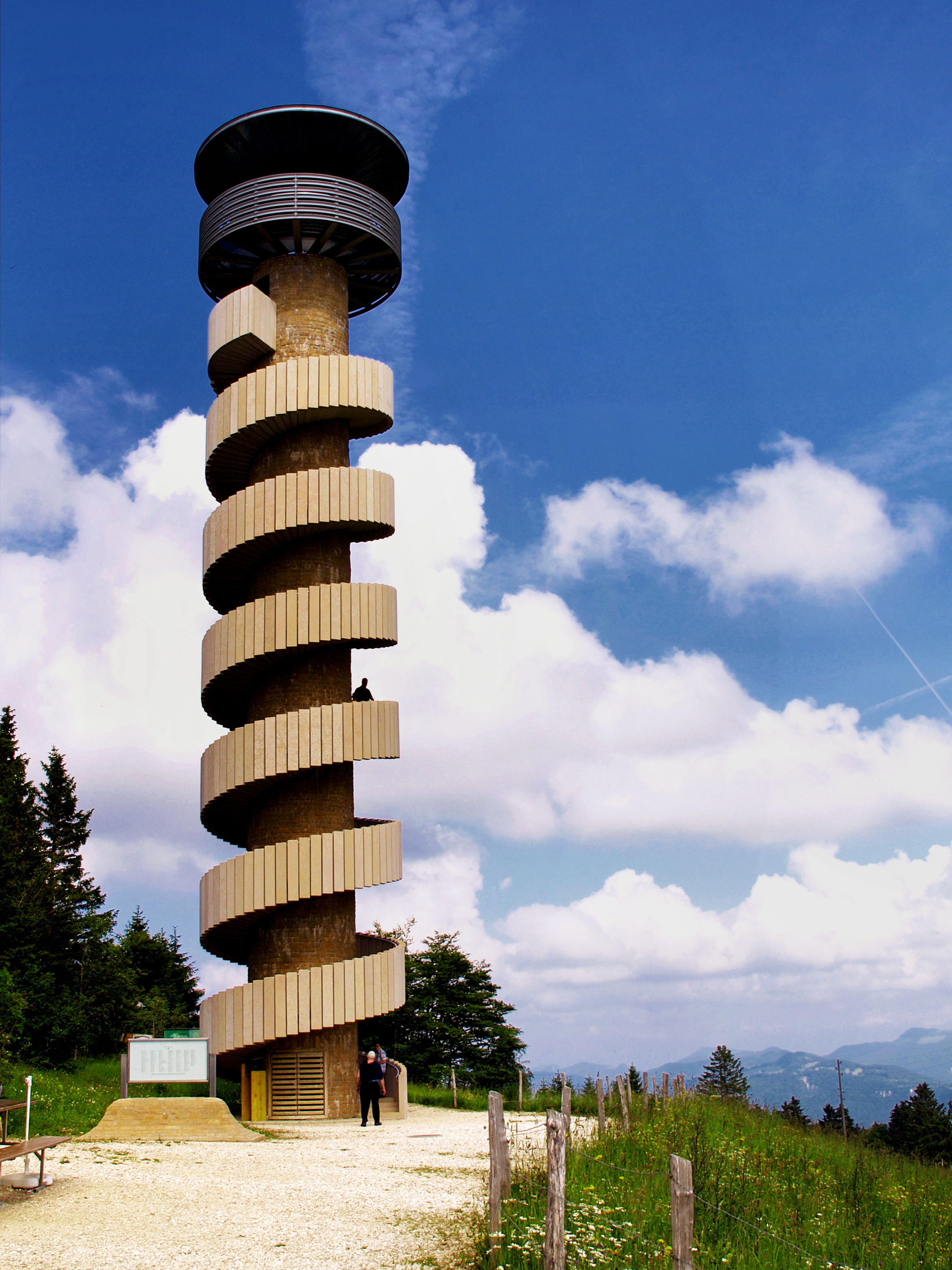
Tour de Moron